# Force terrestre polonaise
Les Forces terrestres (polonais : Wojska Lądowe) sont une arme des Forces armées polonaises.
En 2011, elles rassemblaient 62 000 membres du personnel actif et constituent de nombreux éléments des déploiements de l'Union européenne et OTAN dans le monde.
L'histoire militaire de la Pologne remonte à un millénaire – depuis le Xe siècle (voir Liste des guerres de la Pologne et histoire militaire de la Pologne), mais l'armée polonaise moderne a été formée quand la Pologne a retrouvé son indépendance, après la Première Guerre mondiale en 1918.

## Histoire

### 1918–1938

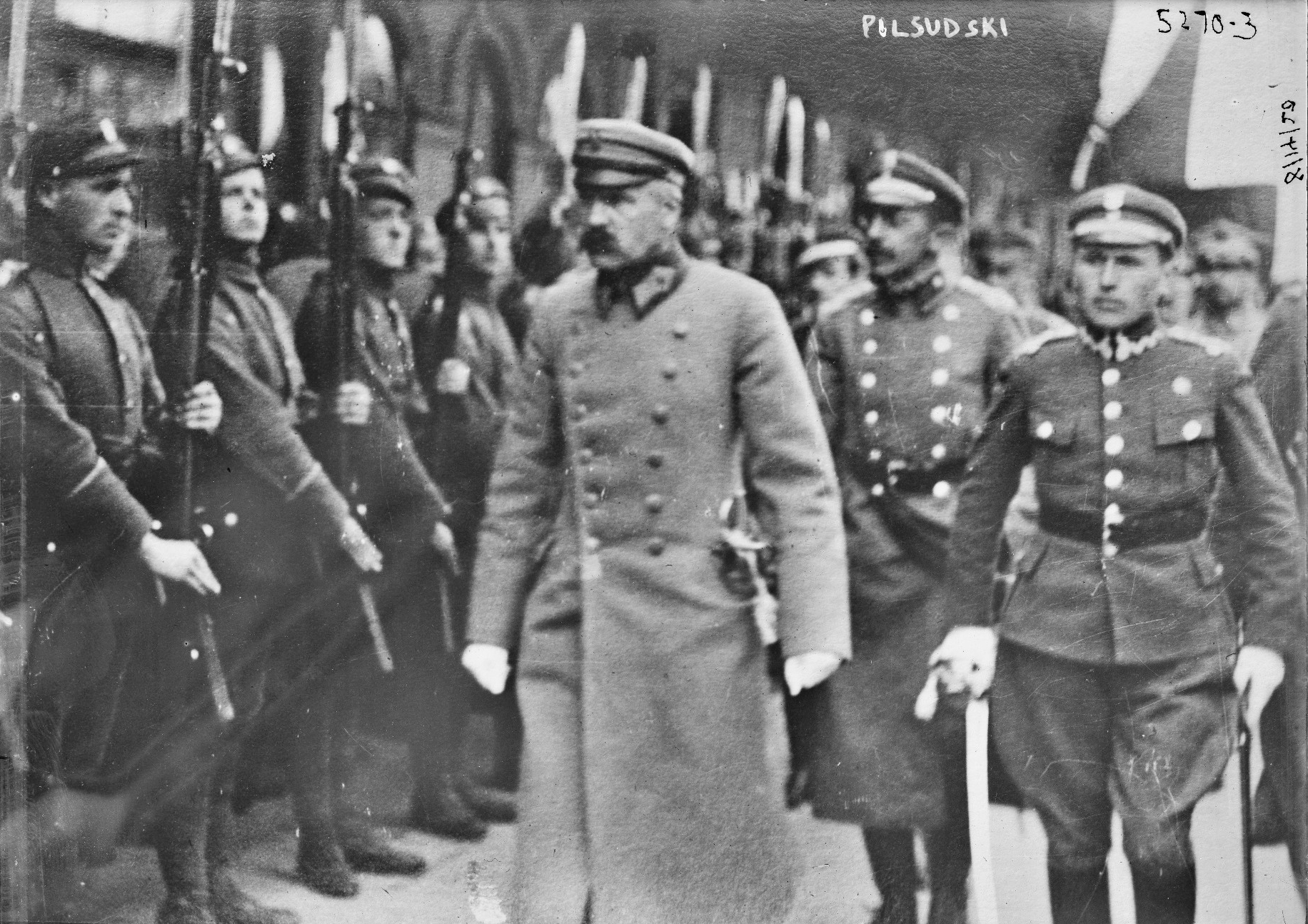
Soldats polonais à Minsk en 1919.

Lorsque la Pologne a recouvré son indépendance en 1918, elle a recréé son armée qui a participé à la guerre soviéto-polonaise de 1919-1921, et aux deux conflits plus petits (guerre polono-ukrainienne (1918–1919) et guerre polono-lituanienne (1920))
Initialement, juste après la fin de la Première Guerre mondiale, la Pologne avait cinq districts militaires (1918–1921) :
- District militaire de Poméranie (Poznański Okręg Wojskowy), QG à Poznań
- District militaire de Kraków (Krakowski Okręg Wojskowy), QG à Cracovie
- District militaire de Łódź (Łódzki Okręg Wojskowy), QG à Łódź
- Warsaw Military District (en) (Warszawski Okręg Wojskowy), QG à Varsovie
- District militaire de Lublin (Lubelski Okręg Wojskowy), QG à Lublin.

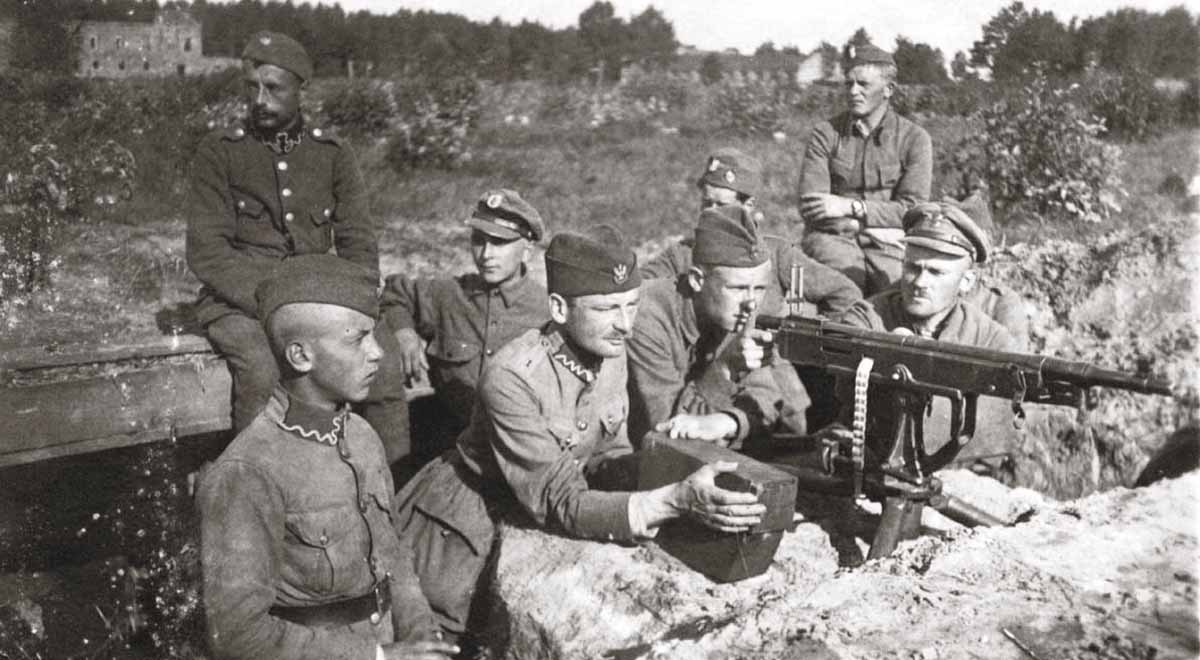
Une mitrailleuse Colt-Browning 1895 des défenses polonaises sur Miłosna, au cours de la décisive bataille de Varsovie, août 1920.

Les forces terrestres polonaises préparées à la guerre soviéto-polonaise étaient composées de soldats qui avaient auparavant servi dans les trois différents empires de partition, soutenus par des volontaires internationaux. Il semble qu'une trentaine de divisions polonaises aient été impliquées au total. Boris Savinkov était à la tête d'une armée de 20 000 à 30 000 prisonniers de guerre, pour la plupart russes, et était accompagné par Dimitri Merejkovski et Zinaïda Hippius. Les forces polonaises sont passées d'environ 100 000 hommes en 1918 à plus de 500 000 au début de 1920. En août 1920, l'armée polonaise avait atteint un effectif total de 737 767 personnes, dont la moitié au front. Compte tenu des pertes soviétiques, il y avait une parité numérique approximative entre les deux armées ; et au moment de l'attaque de la Bataille de Varsovie les Polonais auraient même pu avoir un léger avantage en nombre et en logistique.
Parmi les principales formations impliquées du côté polonais, il y avait un certain nombre de Fronts, y compris le Lithuanian-Belarusian Front (pl), et d'environ sept armées, y compris la First Polish Army (en).

### 1939–1945

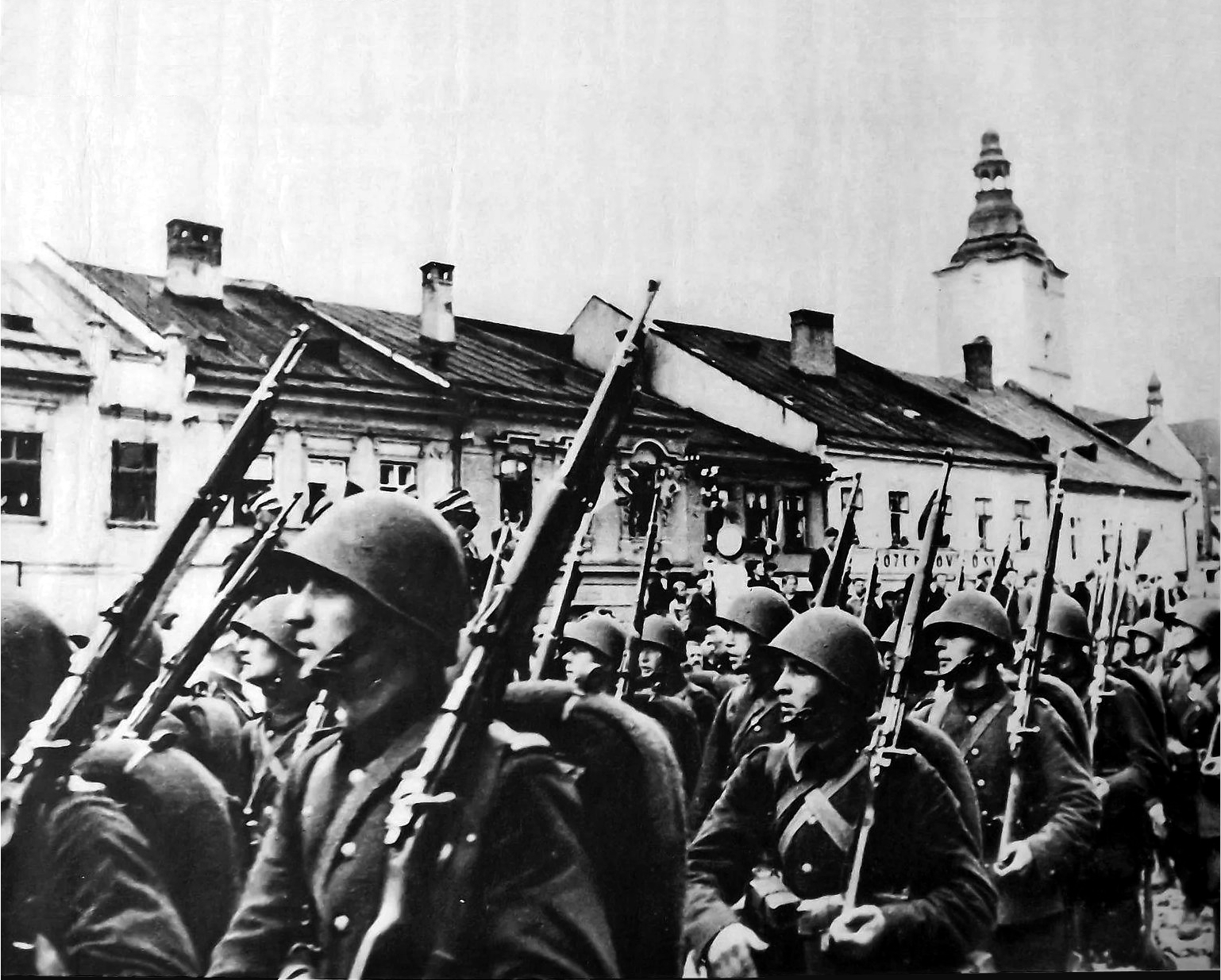
Fantassins polonais en 1939.

La campagne de Pologne a commencé le 1er septembre 1939, la Wehrmacht s'empara rapidement de la moitié du pays malgré une forte résistance polonaise. Parmi les mythes erronés engendrés par cette campagne, on peut citer les récits de la Cavalerie polonaise qui chargeait des chars allemands, ce qui, en fait, n'a pas eu lieu. À l'est, l'Armée rouge a pris l'autre moitié du pays conformément au Pacte germano-soviétique. Après la chute du pays, les soldats polonais ont commencé à se regrouper dans ce qui allait devenir  l'armée polonaise en France. Les Armée polonaise de l'Ouest et Armée polonaise de l'Est, ainsi que des forces intérieures (partisanes), principalement représentées par le Armia Krajowa (AK) avait des forces terrestres pendant la Seconde Guerre mondiale. Alors que les forces combattant sous la bannière alliée étaient soutenues par les forces aériennes et navales polonaises, les forces partisanes étaient une formation terrestre exclusive.
Cependant, l'armée opérationnelle aujourd'hui a ses racines dans la force de substitution formée pour soutenir les intérêts soviétiques pendant la création de la République populaire de Pologne après la Seconde Guerre mondiale. Deux armées polonaises, la 1re armée polonaise et la 2e armée polonaise ont combattu aux côtés de l'Armée rouge sur le front de l'Est, soutenues par certains éléments des forces aériennes polonaises. La formation d'une Troisième Armée a commencé mais n'était pas terminée à la fin de la guerre.

### 1945–1989

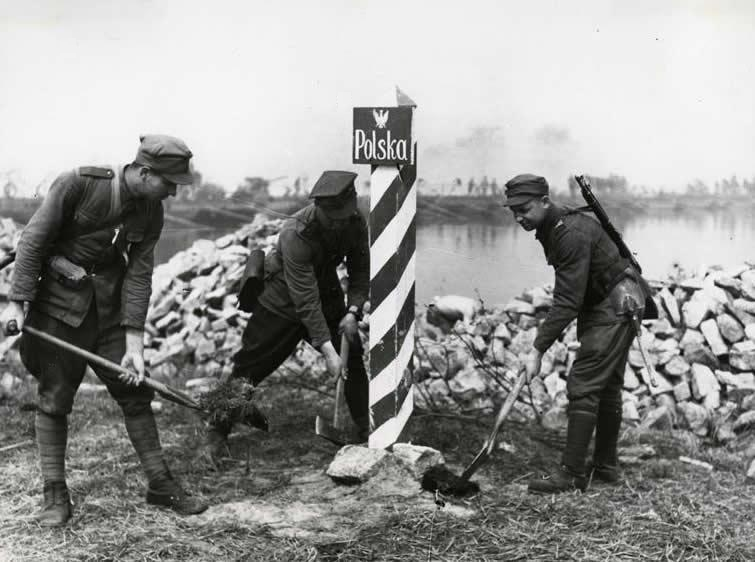
Soldats de l'Armée populaire polonaise marquant la nouvelle frontière entre Polonais-allemand sur l'Oder en 1945.

À la fin de la guerre, l'armée polonaise se trouvait au milieu d'un développement organisationnel intense. Bien que la mise en œuvre du concept Polish Front ait été abandonnée, de nouvelles unités tactiques et de nouveaux types de troupes ont été créés. Grâce à la mobilisation, les effectifs militaires ont atteint 370 000 soldats en mai 1945 et 440 000 en septembre 1945. Les Military districts étaient organisés dans les zones libérées. Les districts exercent une autorité directe sur les unités stationnées sur le territoire qu'ils administrent. De retour au pays, la 2e armée polonaise a été chargée de la protection de la frontière occidentale de l'État de Jelenia Góra à Kamien Pomorski, et sur la base de son quartier général, le personnel du Poznan Military District a été créé sur Poznań. La frontière sud, de Jelenia Gora à la gare de Użok (à la jonction des frontières polonaise, soviétique et tchécoslovaque) a été occupée par la 1re armée polonaise. L'état-major de son état-major constituait la base de Silesian Military District (en).
Au milieu de 1945, après la fin de la Seconde Guerre mondiale, l'armée de terre polonaise, qui faisait partie de l'ensemble des forces armées, l'Armée populaire de Pologne, a été divisée en six (puis sept) districts. Il s'agit du district militaire de Varsovie, du quartier général à Varsovie, du district militaire de Lublin, du quartier général à Lublin, du district militaire de Cracovie, du quartier général à Cracovie, du quartier militaire de Lodz, du quartier général à Lodz, du quartier militaire de Poznań, QG à Poznań, district militaire de Poméranie, QG à Torun (formé à partir de l'état-major du 1er Corps d'armée du PLT de courte durée) et le district militaire silésien, QG à Katowice, créé à l'automne 1945.
En juin 1945, la 1re, 3e et la 8e division d'infanterie furent chargées de la sécurité intérieure, tandis que la 4e division d'infanterie fut réorganisée en vue de créer le Internal Security Corps (en) (KBW). La règle était que les unités militaires étaient principalement utilisées contre l'Armée insurrectionnelle ukrainienne (UPA), tandis que le Internal Security Corps (en) a été utilisé pour combattre l'indépendance clandestine armée. Souvent cependant, les unités de l'armée combattaient la résistance souterraine, et vice-versa. Le point culminant de l'opération de suppression de l'UPA a été l'Action Wisła (opération Vistule) qui a eu lieu en 1947. En même temps, la démobilisation a eu lieu, ce qui a permis aux forces armées de s'établir en temps de paix. Le 10 août 1945, un décret de démobilisation partielle des forces armées est publié. La phase de démobilisation suivante eut lieu en février et décembre 1946.

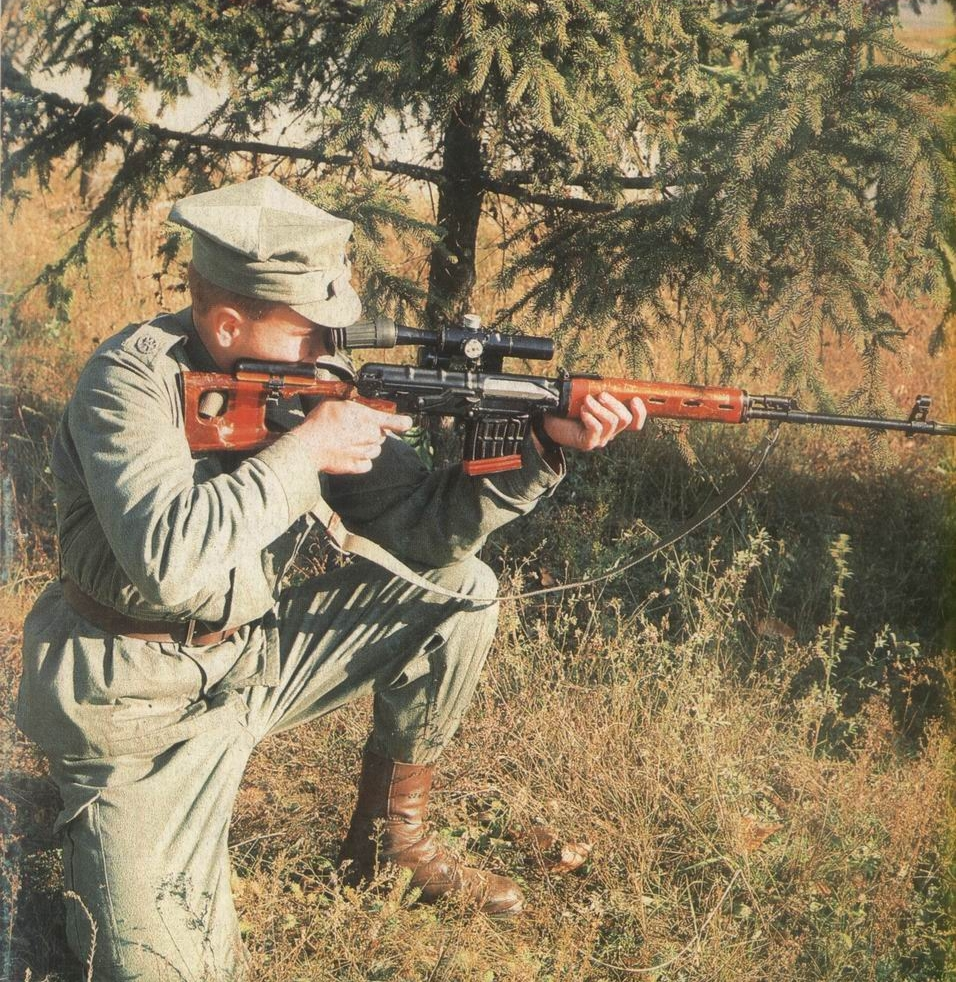
Soldat visant avec un fusil de sniper SVD.

L'une des tâches les plus importantes de l'armée après la guerre était le déminage national. Entre 1944 et 1956, l'opération de déminage a impliqué 44 unités du génie, soit environ 19 000 sapeurs. Ils ont déminé des mines et d'autres munitions dans une zone de déminage de plus de 250 000 kilomètres carrés (80 % du pays). 14.75 de munitions de divers types et 59 millions de balles, bombes et autres munitions ont été trouvées et enlevées. Les opérations minières ont coûté la vie à 646 sapeurs.
En 1949, les districts militaires ont été réduits à quatre. C'était le QG du Pomeranian Military District (en), le QG du Silesian Military District (en), à Wroclaw, le QG du Warsaw Military District (en), à Varsovie et le district militaire de Cracovie avec son quartier général à Cracovie. En novembre 1953, le district militaire de Cracovie a été dissous et jusqu'en 1992, la Pologne a été divisée en trois districts.

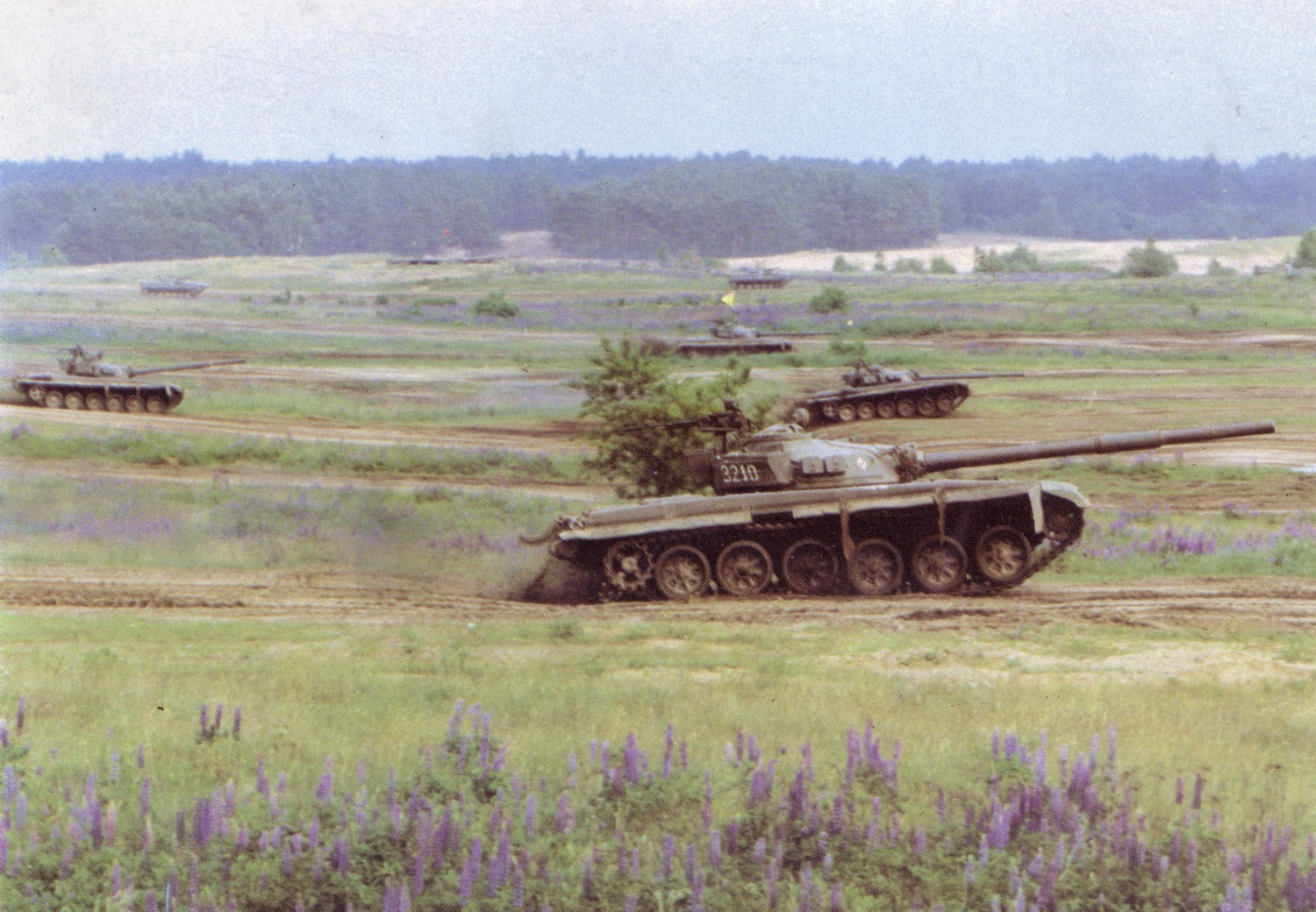
T-72 polonais dans les années 1980.

Après la victoire et le mouvement des frontières polonaises, ces troupes et d'autres soldats polonais que l'on croyait fidèles à leurs seigneurs soviétiques se sont constitués en une force qui devait faire partie du Pacte de Varsovie. Les troupes de l'armée polonaise auraient fait partie du deuxième échelon stratégique déployé pour une attaque contre les forces alliées en Europe centrale de l'OTAN. Un quartier général Polish Front a été formé en 1958, ainsi que trois armées formées à partir de 1955, la Première Armée polonaise, la Deuxième Armée et la Quatrième Armée, quartiers généraux réservés à la mobilisation qui devaient être formés dans les trois districts. Le quartier général du Front polonais a finalement été désactivé en 1990, et le plan de mobilisation des trois armées a également été abandonné.
Les forces terrestres polonaises de l'ère communiste comprenaient également des troupes chargées de la sécurité intérieure - les Territorial Defence Forces (en) – et le contrôle des frontières du pays.
Jusqu'à la Chute des régimes communistes en Europe le prestige de l'armée continuait à baisser, car le gouvernement communiste s'en servait pour réprimer violemment plusieurs éruptions de protestations, y compris les manifestations du soulèvement de Poznań en 1956, les émeutes de la Baltique de 1970, et les protestations pendant l'État de siège en Pologne de 1981 à 1983. Les troupes du District militaire de Silésie (en) ont également participé à la répression du processus de démocratisation de la Tchécoslovaquie de 1968, communément appelé le Printemps de Prague.
En 1989, le district militaire de Poméranie contrôlait les 8e, 12e, 15e, 16e et 20e divisions, le district militaire de Silésie contrôlait les 2e, 4e, 5e, 10e et 11e divisions, et le District militaire de Silésie (en) les 1er, 3e et 9e divisions, plus la 6e division aéroportée destinée au contrôle frontal. La 7e division d'assaut naval était basée dans le district militaire de Poméranie, mais probablement destinée au contrôle du front. Les deux districts faisant face à l'Allemagne contrôlaient chacun quatre divisions en 1990, qui avaient été récemment réorganisées, conformément à la doctrine défensive soviétique de la fin des années 1990, passant d'un mélange 3:1 de régiments de fusiliers motorisés : des régiments de chars à un mélange 2:2 de fusiliers motorisés et de régiments de chars. Le Warsaw Military District (en) à l'est ne contrôlait que la 1re division mécanisée (en). Deux autres divisions mécanisées dans ce district avaient été dissoutes en 1988. Il y avait aussi la 6e division aéroportée et la 7e Brigade de défense côtière (en), probablement destinées à faire partie d'une attaque du Pacte de Varsovie contre Danemark, pour ouvrir le détroit de la Baltique sur la mer du Nord et au-delà. L'effectif comptait 205 000 personnes, dont 168 000 conscrits.

### Après 1989

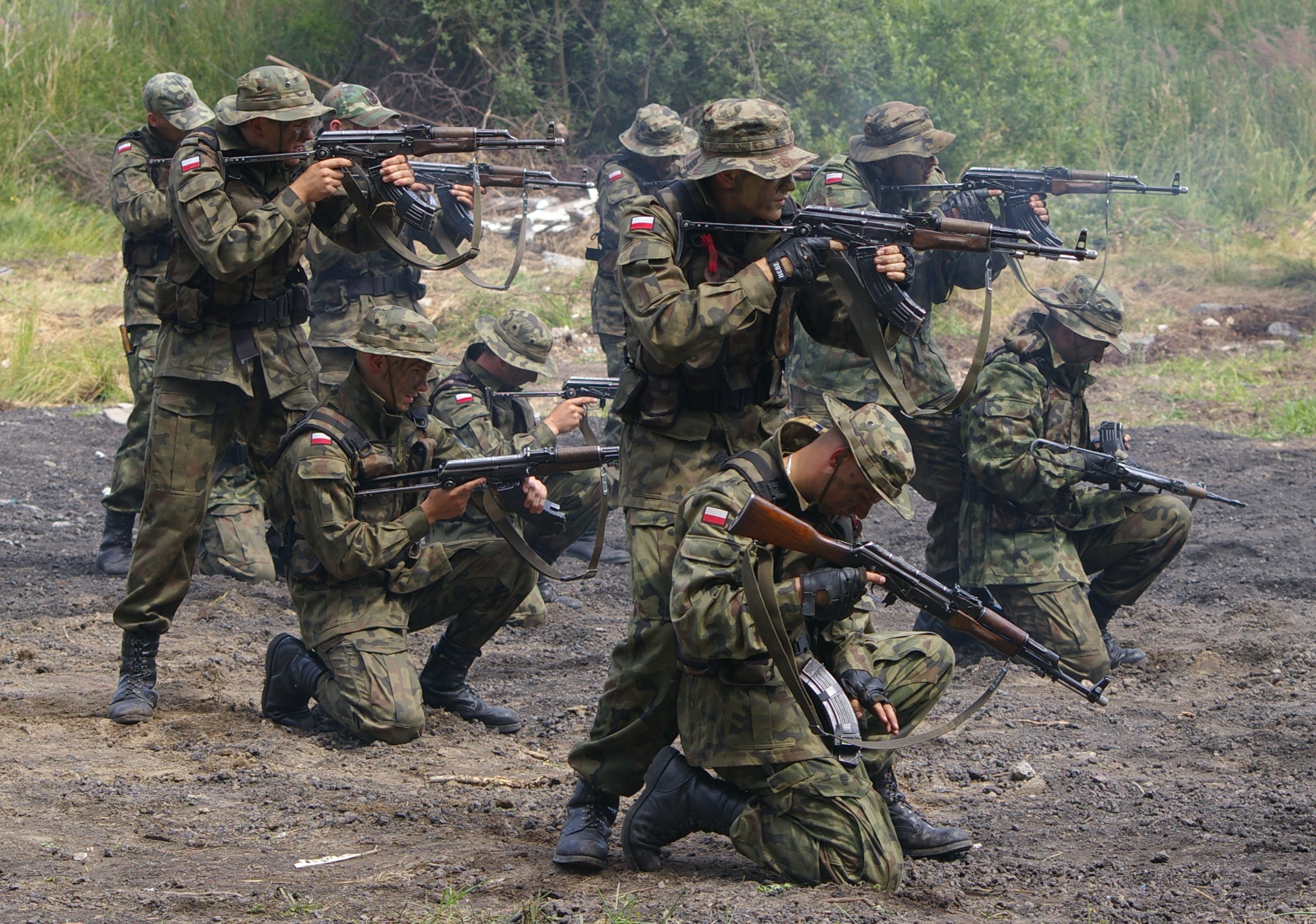
Armée polonaise à Kołobrzeg

À la suite de Nouvelle Détente la Wojska Lądowe a été considérablement réduite et réorganisée. En 1992, le district militaire de Cracovie a été recréé. De neuf divisions, le total devait passer de neuf en 2001 à quatre, plus six brigades indépendantes. Depuis le 1er janvier 1999, la Pologne est divisée en deux districts militaires. Ce sont le Pomeranian Military District (en) (Pomorski Okręg Wojskowy) avec le QG à Bydgoszcz, couvrant le Nord de la Pologne, et le Silesian Military District (en) (Śląski Okręg Wojskowy) avec le QG à Wrocław, couvrant le Sud de la Pologne.

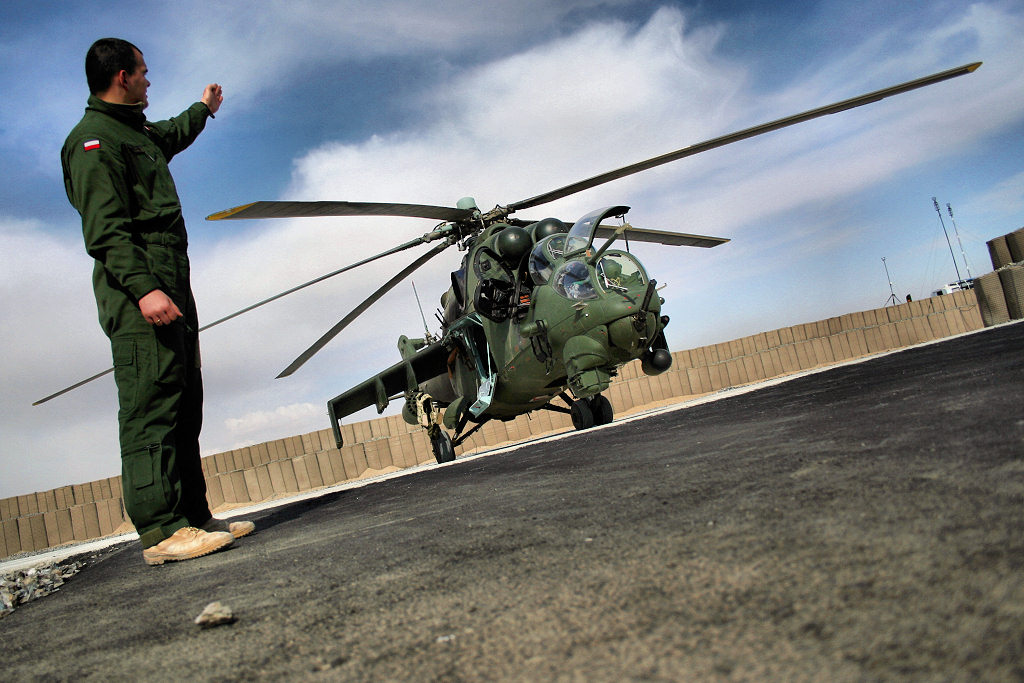
Mi-24D ou W polonais

À partir de cette date, l'ancien Krakow Military District est devenu le quartier général du Air-Mechanized Corps, qui est devenu plus tard le quartier général du 2e corps mécanisé (en). Le 1er septembre 2011, la 1re division mécanisée de Varsovie (en) a été dissoute.
Le général Edward Pietrzyk (en) a été commandant des forces terrestres polonaises de 2000 à septembre 2006. Le général Waldemar Skrzypczak (2006-2009) lui a succédé.

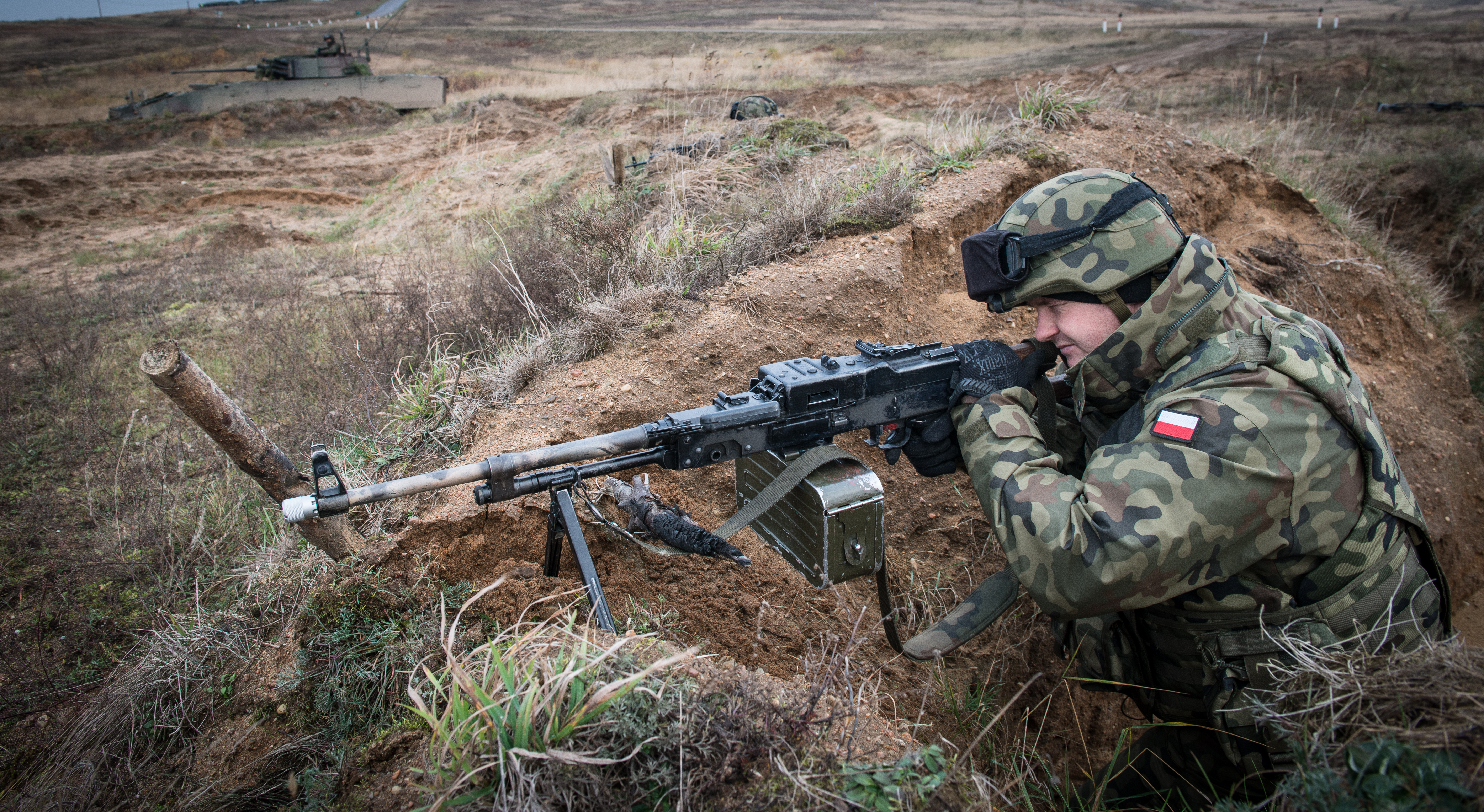
Soldat polonais avec une UKM-2000P

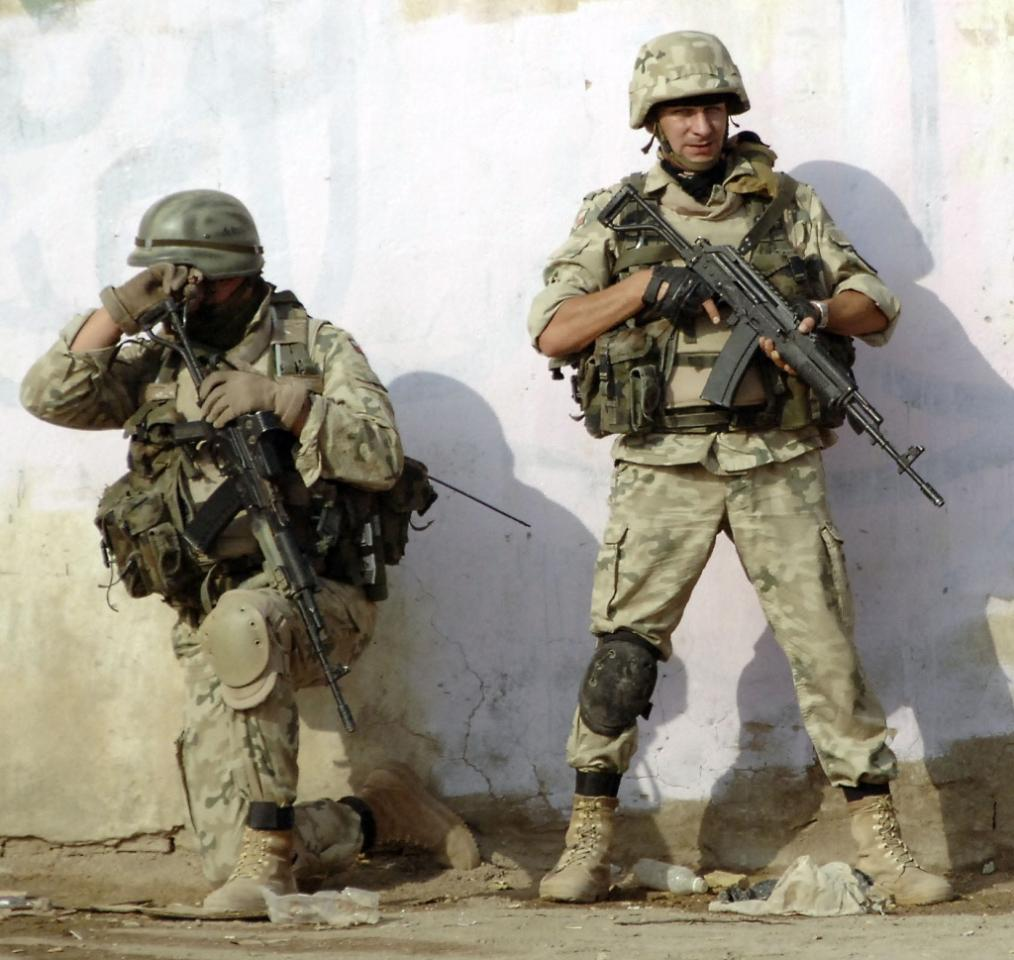
Soldats polonais en Irak

En mai 2014, le ministre de la Défense Tomasz Siemoniak a annoncé des plans pour l'acquisition future d'Hélicoptère d'attaque en réponse au crise ukrainienne. Le 25 novembre 2015, le chef de la Commission de la défense nationale Michał Jach, a indiqué la nécessité d'augmenter le nombre de soldats polonais de 100 000 à 150 000. Toutefois, Jach a souligné que le processus était compliqué et qu'il ne fallait pas le précipiter.

## Participation aux opérations de maintien de la paix

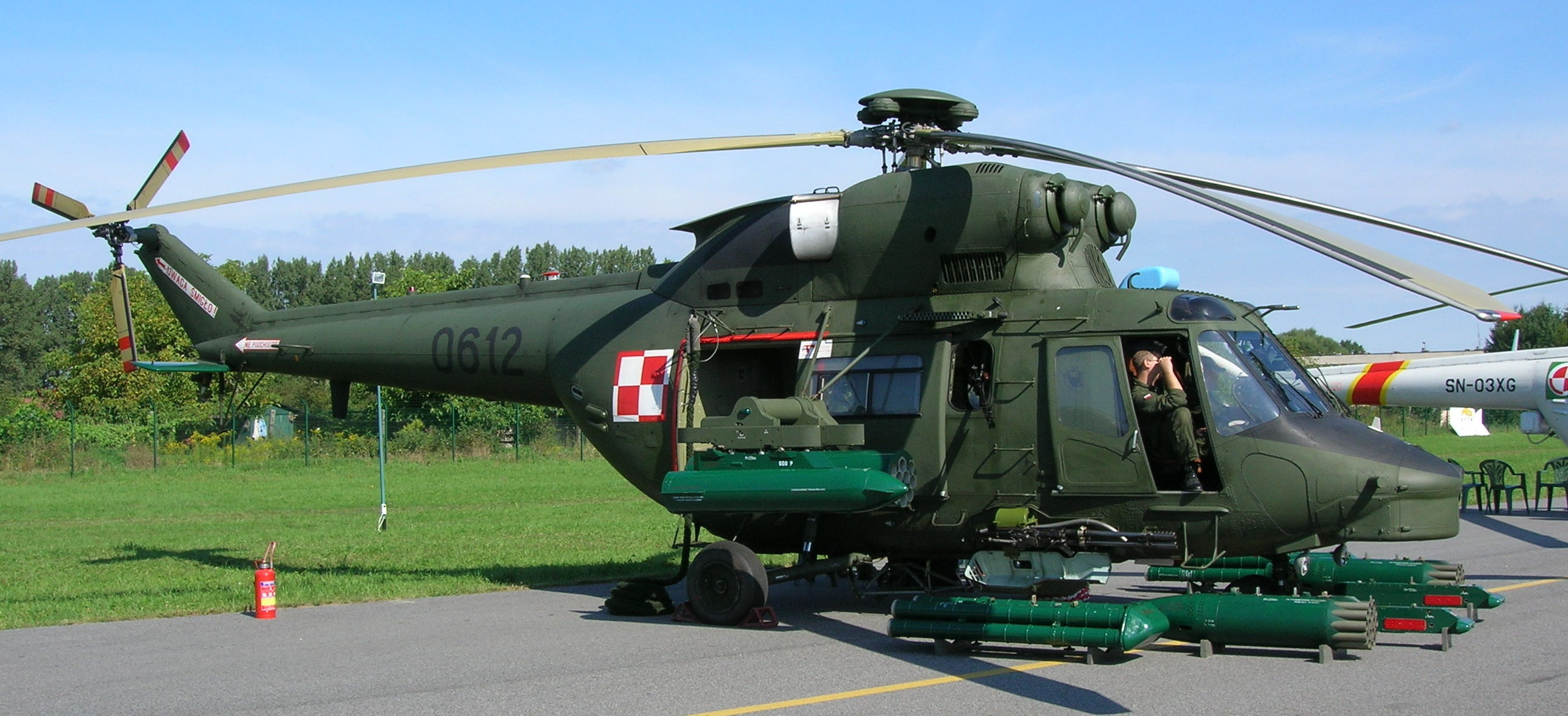
Forces terrestres polonaises PZL W-3 Sokół

Depuis les années 1950, les forces terrestres polonaises ont fourni des troupes aux opérations de maintien de la paix, initialement le Commission de supervision des nations neutres en Corée. La Pologne a fourni des troupes à la Force intérimaire des Nations unies au Liban au Liban depuis 1982, mais il a été annoncé en avril 2009 que les troupes polonaises se retireraient complètement en octobre 2009. La Pologne a envoyé un quartier général de division et une brigade en Irak après la Guerre d'Irak. La Pologne a envoyé dix rotations de troupes, avec une part importante de la Multinational Division Central-South (en). À son apogée, la Pologne comptait 2,500 soldats dans le sud du pays. La Pologne a déployé une dizaine d'hélicoptères d'attaque et de transport dans le cadre de sa force en Iraq entre 2004 et 2008. Ces hélicoptères ont formé l'Independent Air Assault Group (Samodzielna Grupa Powietrzno-Szturmowa (pl)). La division a été dissoute en 2008, bien que le personnel polonais de conseil et de formation, apparemment une équipe de liaison consultative militaire (MALT), soit restée jusqu'en 2011 au moins (voir PKW Irak (pl)). L'une des missions les plus récentes a été Mission des Nations unies en République centrafricaine et au Tchad au Tchad et en République centrafricaine, où la Pologne a envoyé des troupes de 2007 à 2010. Parmi les troupes déployées se trouvaient deux compagnies Reconnaissance militaire une unité Gendarmerie militaire polonaise une composante de la 10e brigade de logistique, des éléments du 5e régiment Génie militaire, et trois hélicoptères Mil Mi-17.

## Équipement

### Véhicules
| Chars                            | Chars                 | Chars                        | Chars            | Chars                                                                 | Chars |
| -------------------------------- | --------------------- | ---------------------------- | ---------------- | --------------------------------------------------------------------- | --- |
| Photo                            | Nom                   | Lieu d'origine               | Nombre en 2024   | Version                                                               | Notes |
|                                  | M1 Abrams             | USA                          | 0 (250) 14 (116) | M1A2 M1A1                                                             | Commande de M1A2 en 2022; commande de M1A1 d'occasion ex-USMC approuvé le 4 janvier 2023, livraison de ces derniers entre le 28 juin 2023 et 2024 |
|                                  | Leopard 2             | Allemagne Pologne            | 71 105 57 2      | 2A4 2A5 2PL/PLM1 NJ                                                   | Les Léopards 2A4 sont en cours de modernisation vers le standard Leopard 2PL. |
|                                  | PT-91                 | Pologne                      | 201              |                                                                       | |
|                                  | K2 Black Panther      | Corée du Sud                 | 28 (180) 0       | K2 K2PL                                                               | 180 chars K2 Black Panther sont commandés à la Corée du Sud, les dix premiers sont livrées le 6 décembre 2022. À partir de 2026, 820 autres K2PL seront produits en Pologne, et le lot initial de 180 K2 sera finalement mis à niveau au standard K2PL pour un total de 1000 chars de combat K2PL. |
|                                  | T-72                  | URSS Pologne                 | 0                |                                                                       | Les forces armées polonaises possédaient au moins 318 chars avant de les donner à l'Ukraine à la suite de l'invasion de l'Ukraine par la Russie en 2022. |
| Véhicules de combat d'infanterie |                       |                              |                  |                                                                       | |
|                                  | KTO Rosomak           | Pologne Finlande             | 351 27 31 4 238  | Rosomak IFV Rosomak-S Rosomak-M3 Rosomak NJ Rosomak APC               | Version local du Patria 8x8 produit sous licence par l'entreprise Rosomak.SA. Plusieurs versions du véhicule existent. |
|                                  | BWP-1                 | Pologne URSS Tchécoslovaquie | 916              |                                                                       | |
|                                  | Borsuk (en)           | Pologne                      | 4                |                                                                       | En test. |
| Véhicules blindés                |                       |                              |                  |                                                                       | |
|                                  | Humvee                | USA                          | 96 60            | Tumak-2 Tumak-3                                                       | [ 25 ] |
|                                  | Skorpion-3            | Pologne                      | 90               |                                                                       | |
|                                  | Cougar                | USA                          | 210 (300)        |                                                                       | 300 Cougars d'occasion commandé 2022. |
|                                  | Oshkosh M-ATV         | USA                          | 45               |                                                                       | |
|                                  | International MaxxPro | USA                          | 100              |                                                                       | |
|                                  | Żmija                 | Pologne                      | 25               |                                                                       | 118 véhicules ont été commandés au total. |
|                                  | KTO Rosomak           | Pologne                      | 2 1              | WSRiD AWR                                                             | |
|                                  | BRDM-2                | Pologne URSS                 | 352              | BRDM-2 BRDM – 2A BRDM – 2B/2BF BRDM-2 M96/M97 BRDM-2M-98 BRDM-2M-96ik | |
|                                  | BWR-1                 | Pologne URSS Tchécoslovaquie | 44               | BWR-1D BWR-1S                                                         | Version polonaise du BRM-1. |
| Véhicule du génie                |                       |                              |                  |                                                                       | |
|                                  | MT-LB AEV             | URSS                         | 58               |                                                                       | |
|                                  | KTO Rosomak           | Pologne                      | 31               | WRT                                                                   | |
|                                  | MID Bizon             | Pologne                      | 8                |                                                                       | Version ARV du PT-91. |
|                                  | BPz-2 (en)            | Allemagne                    | 31               |                                                                       | |
| Artillerie                       |                       |                              |                  |                                                                       | |
|                                  | K9 Thunder            | Corée du Sud                 | 48 0             | K9A1 K9PL                                                             | L'objectif est d'arriver à 672 unités au total. |
|                                  | AHS Krab              | Pologne                      | 26               |                                                                       | 170 commandés au total. |
|                                  | M120 Rak (en)         | Pologne                      | 98               |                                                                       | 122 commandés au total. |
|                                  | DANA                  | Tchécoslovaquie Pologne      | 108 3            | DANA-T DANA-M                                                         | 7 additionnels DANA-T seront modernisés au standard DANA-M. |
|                                  | 2S1 Goździk           | Pologne URSS                 | 206              | 2S1 2S1M 2S1T                                                         | 164 en réserve. |
|                                  | M120                  | USA                          | 35               |                                                                       | |
| Lance-roquettes Multiples        |                       |                              |                  |                                                                       | |
|                                  | M142 HIMARS           | USA                          | 7 (20)           |                                                                       | |
|                                  | K239 Chunmoo          | Corée du Sud                 | 2 (300)          |                                                                       | |
|                                  | WR-40 Langusta        | Pologne                      | 75               |                                                                       | |
|                                  | RM-70                 | Tchécoslovaquie              | 29               | RM-70 RM-80                                                           | |
|                                  | BM-21 Grad            | URSS                         | 27               |                                                                       | Transfert de la plupart des véhicules à l'Ukraine. 75 avant le début de la guerre. |
| Chasseurs de chars               |                       |                              |                  |                                                                       | |
|                                  | Humvee                | USA Pologne                  | 18               | Tumak-5                                                               | Humvee avec un Spike LR sur le toit. |
|                                  | 9P133 Malyutka-P      | URSS                         | 27               |                                                                       | Sera remplacé au cours du programme Ottokar-Brzoza. |
| Véhicules de commandement        |                       |                              |                  |                                                                       | |
|                                  | LPG                   | Pologne                      | 29 7             | WD WDSz                                                               | 46 commandés au total. 10 commandés au total. |
|                                  | KTO Rosomak           | Pologne                      | 17 32            | WD AWD                                                                | 60 Rosomak AWD commandés au total. |
|                                  | M577                  | USA                          | 6                |                                                                       | |
|                                  | ZWD-1                 | Pologne                      | 94               |                                                                       | |
|                                  | ZWD-2                 | Pologne                      |                  |                                                                       | |
|                                  | Humvee                | USA                          | 9                |                                                                       | |
|                                  | ZWD-3                 | Pologne                      | ~250             |                                                                       | |
| Artillerie anti-aérienne         |                       |                              |                  |                                                                       | |
|                                  | MIM-104 Patriot       | USA                          | 0 (16)           |                                                                       | 16 unités commandées au total. |
|                                  | Narew                 | Pologne Royaume-Uni          | 0                |                                                                       | 23 unités commandées au total. |
|                                  | Mała Narew            | Pologne Royaume-Uni          | 6                |                                                                       | 6 unités commandées au total. |
|                                  | 9K33 Osa              | URSS Pologne                 | 64               |                                                                       | |
|                                  | 2K12 Koub             | URSS                         | 20               |                                                                       | |
|                                  | Poprad                | Pologne                      | 79               |                                                                       | |
|                                  | Hibneryt              | Pologne                      | 70               |                                                                       | |
|                                  | ZU-23-2               | URSS Pologne                 | 268              | Zu-23-2 ZUR-23-2KG                                                    | |
|                                  | ZSU-23-4              | URSS Pologne                 | 22               |                                                                       | |

### Aérien
| Hélicoptères | Hélicoptères        | Hélicoptères   | Hélicoptères  | Hélicoptères                                                             | Hélicoptères                                 |
| ------------ | ------------------- | -------------- | ------------- | ------------------------------------------------------------------------ | -------------------------------------------- |
| Photo        | Nom                 | Lieu d'origine | Nombre        | Version                                                                  | Notes                                        |
|              | AW149               | Italie Pologne | 0             |                                                                          | 32 commandés au total.                       |
|              | PZL W-3             | Pologne        | 10 13 7 2 1 3 | W-3W Sokól W-3WA Sokół W-3PL Głuszec W-3AE Sokół W-3A PSOT W-3RR Procjon | [ 44 ]                                       |
|              | Mi-2                | URSS Pologne   | 41            |                                                                          |                                              |
|              | Mil Mi-8/17         | URSS Russie    | 13 1 12       | Mi-8T Mi-8PS Mi-17-1W                                                    |                                              |
|              | Mil Mi-24           | URSS           | 28            |                                                                          | 32 achetés en 1978, 4 perdus en Afghanistan. |
|              | Boeing AH-64 Apache | USA            | 0             | AH-64E                                                                   | 96 demandés aux Etats-Unis.                  |

## Modernisation de la Force terrestre, 2013-2024
Les forces armées de la République polonaise ont un plan à long terme pour la modernisation de l'armée. Il a pour mission de remplacer les équipements usagés sur une décennie par des équipements neufs. Un total de 142 Leopard 2 A5 et Leopard 2 A4 passent au Leopard 2PL entre 2020 et 2023 (le premier Leopard 2 PL arrive en mai 2020 au lieu de mars 2018 comme cela était prévu).
En 2017, l'armée polonaise disposait d'un stock de 1 009 chars d'assaut. Il y a un total de 249 chars d'assaut Leopard 2 (142 Leopard 2 A4, 105 Leopard 2 A5, 2 Leopard 2 NJ), 232 chars d'assaut PT-91 dans 142 Leopard 2 A4, 105 Leopard 2 A5, 2 Leopard 2 NJ, 232 chars d'assaut[PT-91] qui ont été modernisés en 2016 et 528 T-72. Les chars d'assaut T-72 seront remplacés par des véhicules de soutien direct. Le programme s'appelle Wilk. L'armée polonaise dispose d'environ 690 véhicules du KTO Rosomak. Le BWP-1 devait être remplacé à partir de 2023 par les véhicules de combat d'infanterie Borsuk (les premiers prototypes en essais en 2021). Les lance-roquettes WR-40 Langusta (en) sont équipés d'un contrôle de tir Topaze à la pointe de la technologie. Les lance-roquettes multiples BM-21 Grad et RM-70 seront complétés ou remplacées par 20 M142 HIMARS pouvant tiré des missiles d'artillerie de 300 km de portée commandés en 2019 et devant être livrés en 2023. Le canon automoteur AHS Krab en service depuis 2015 dont 120 exemplaires etaient prévus en 2024 pour remplacer le 2S1 Gvozdika, et le AHS Kryl (en) - sous forme de prototype en 2021 - pourrait remplacé le 152mm SpGH DANA. Le RAK Mortar (en) (construit sur la base de KTO Rosomak) a été acheté. En 2016 entre en service des nouveaux véhicules de reconnaissance technique KTO Rosomak WRT. En 2022, le système TYTAN devait entrer en service pour l'infanterie. Il s'agit d'un système de combat intégré qui comprend un ordinateur personnel du soldat, de nouveaux uniformes de protection, des dispositifs de vision nocturne, etc..
À la suite de l'invasion de l'Ukraine par la Russie, Varsovie donne de nombreux véhicules dont des chars T-72 et de l'équipement aux forces armées ukrainiennes et la modernisation de l'armée polonaise s'accélère.
96 hélicoptères d'attaques Boeing AH-64 Apache sont commandés le 13 août 2024 pour une livraison à partir de 2028. Huit AH-64E américains seront loués en attendant.

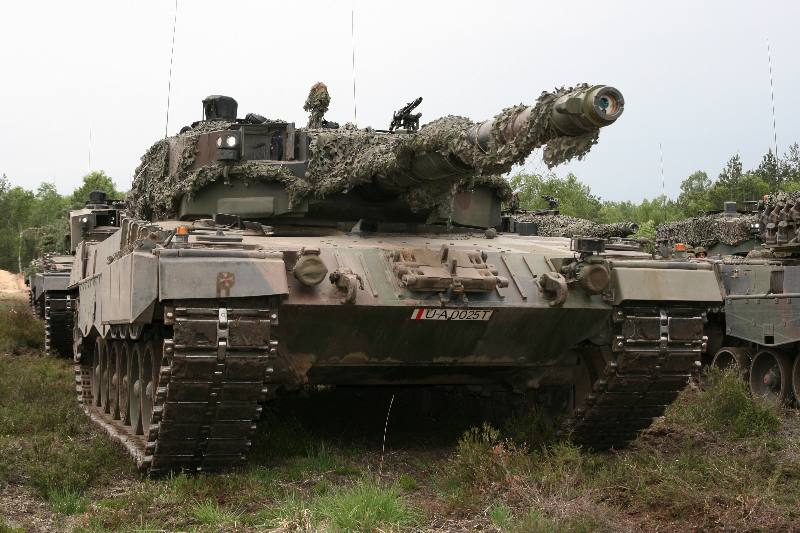
Leopard 2A4
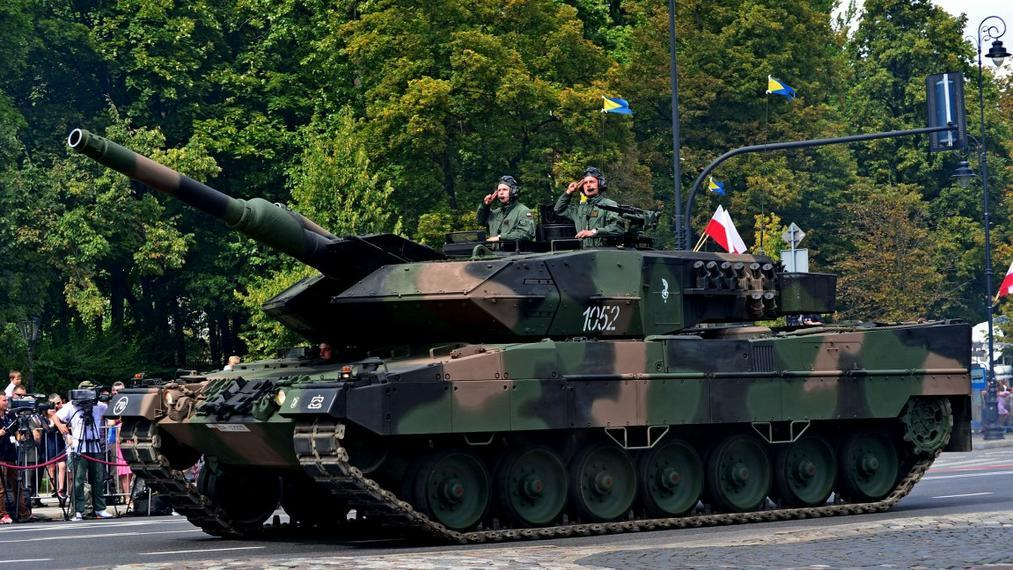
Leopard 2A5
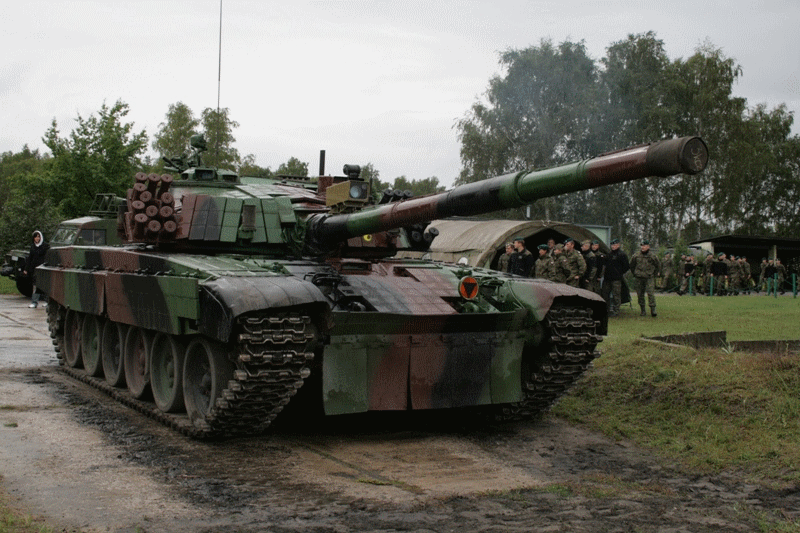
PT-91
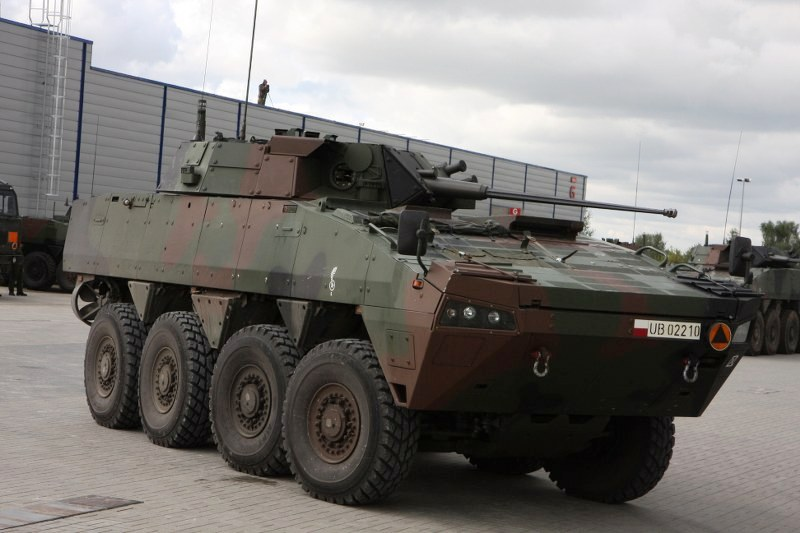
KTO Rosomak
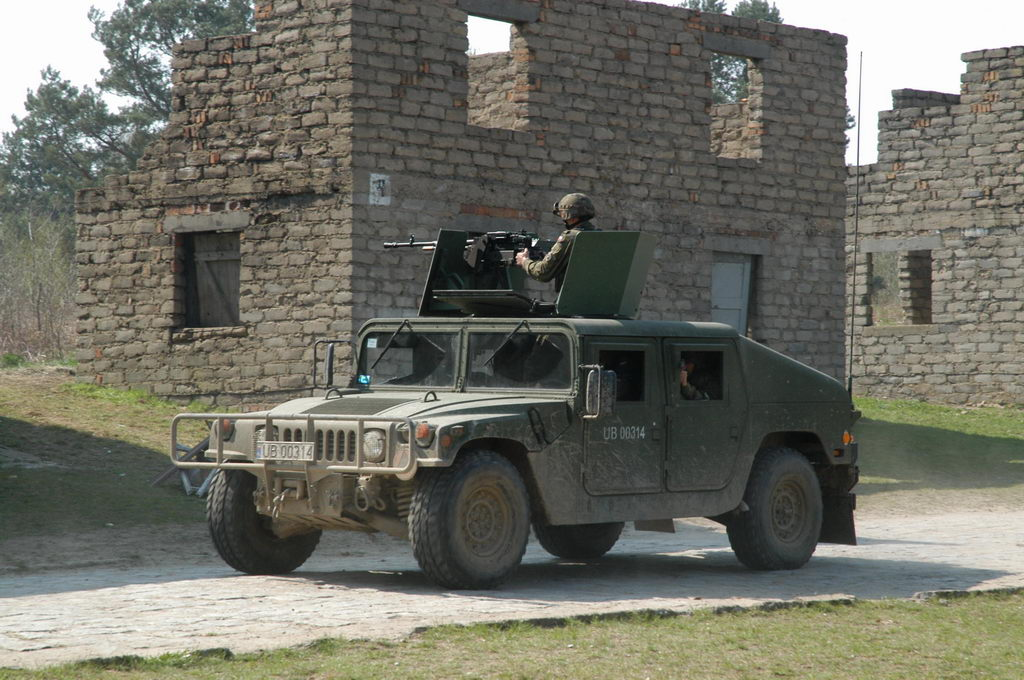
HMMWV
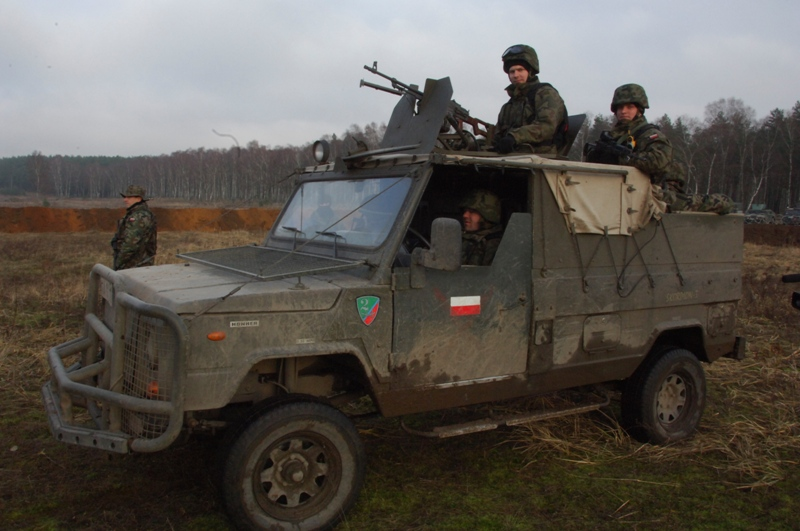
Skorpion-3 (pl)
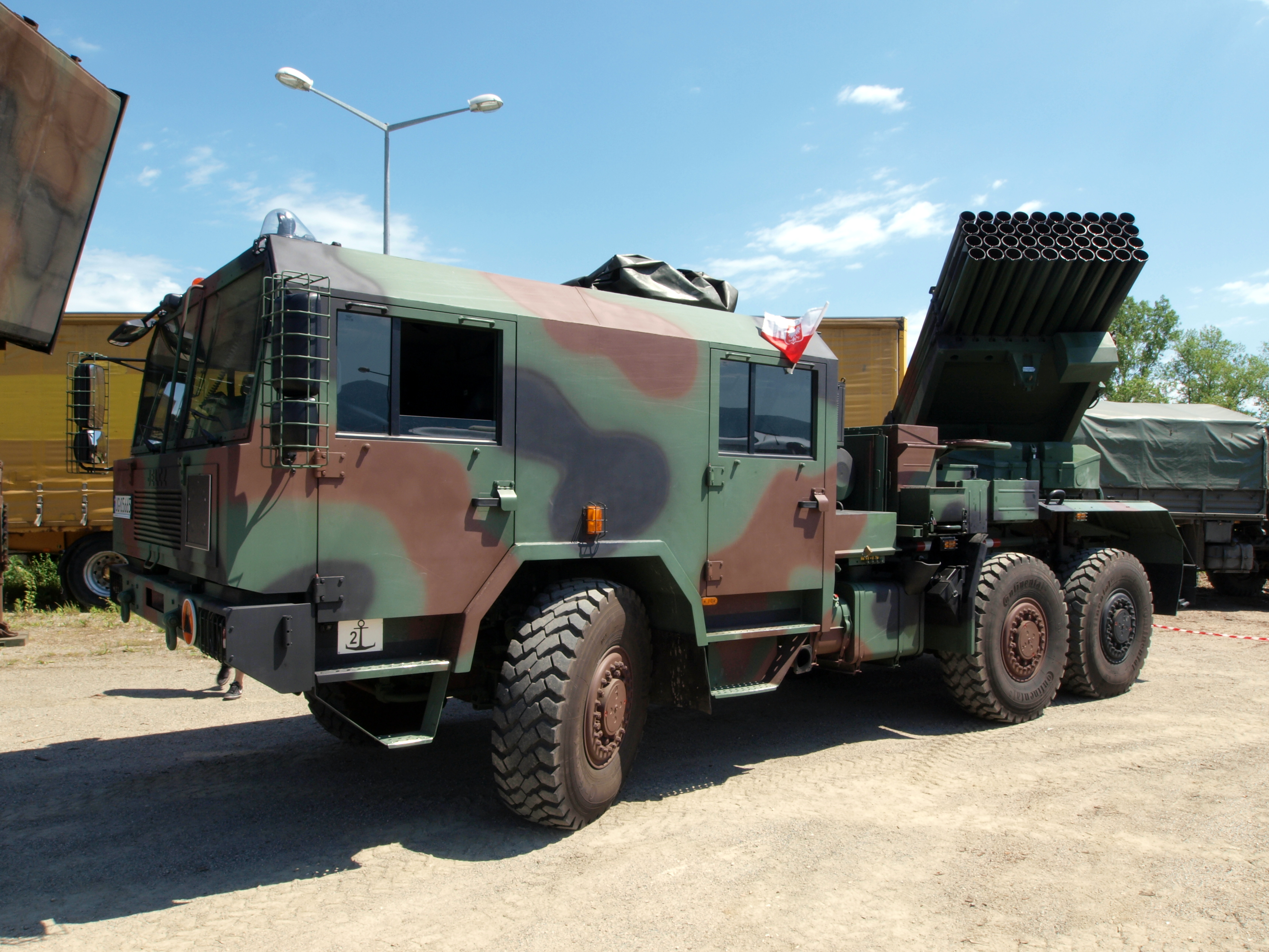
WR-40 Langusta (en)
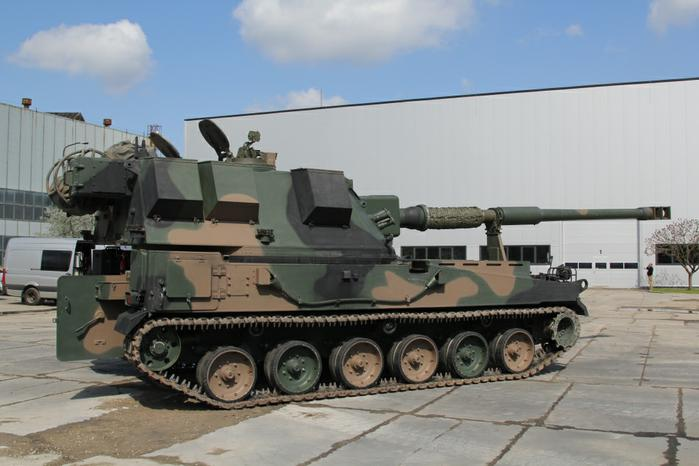
AHS Krab
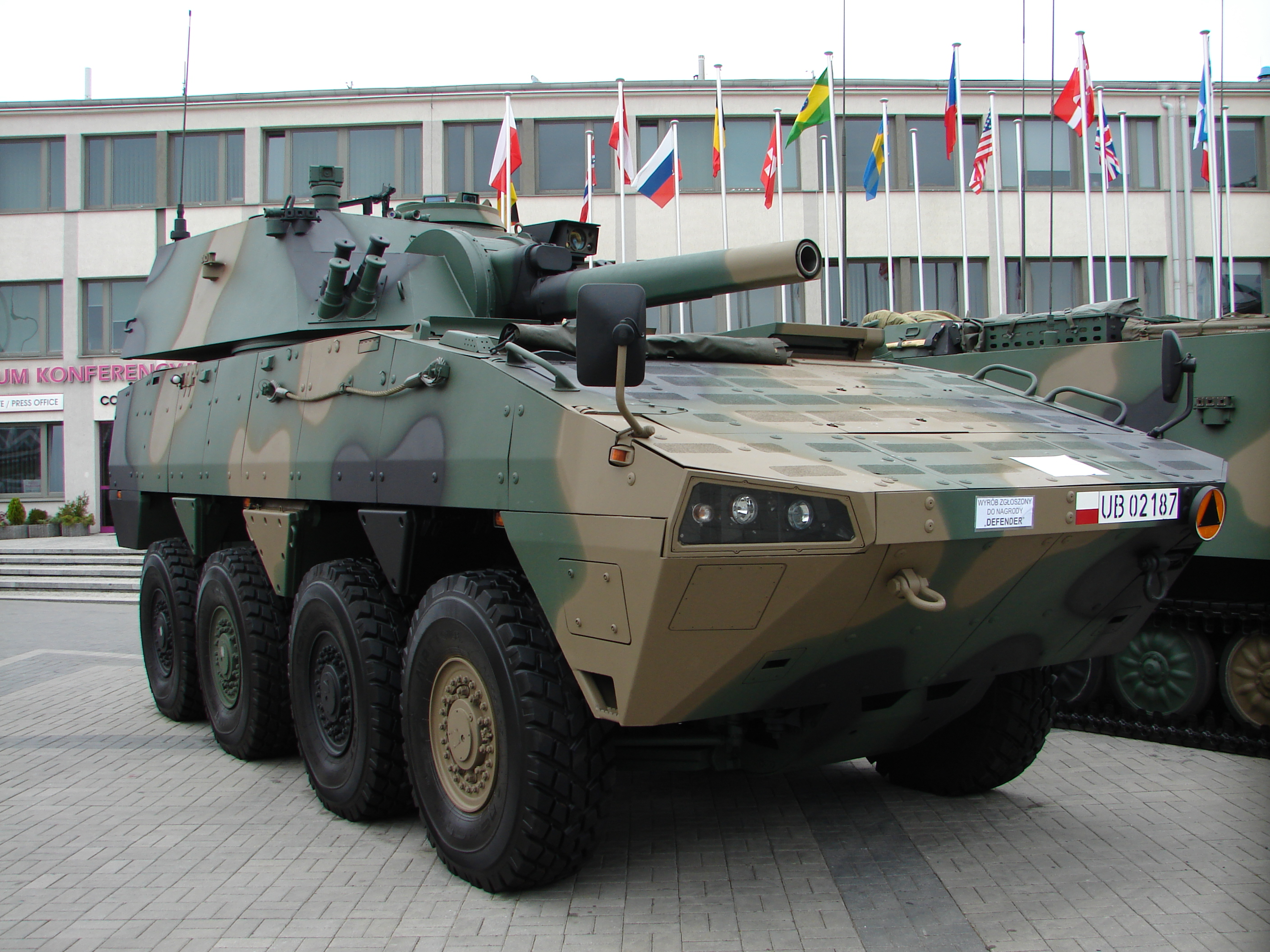
RAK Mortar
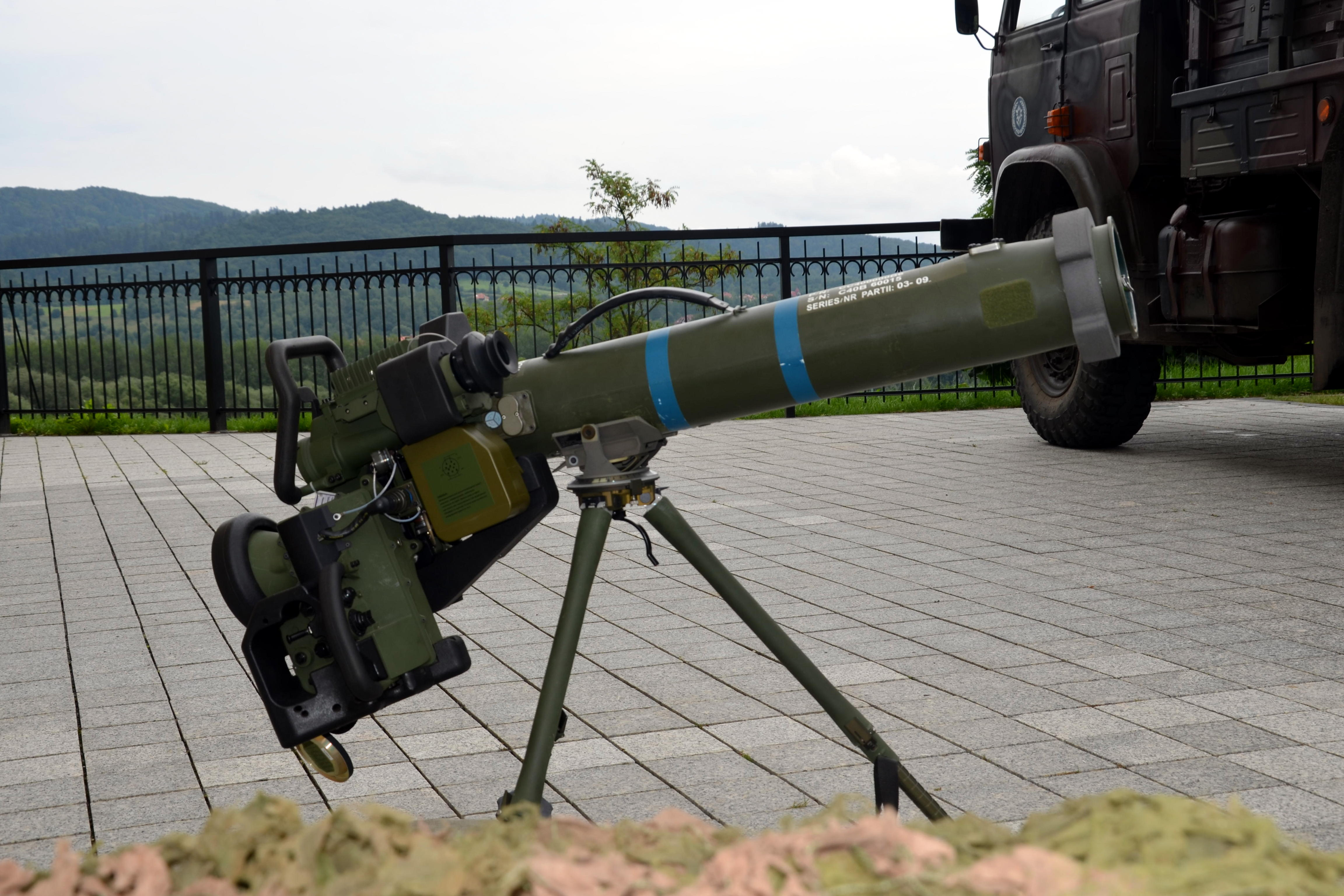
Spike ATGM
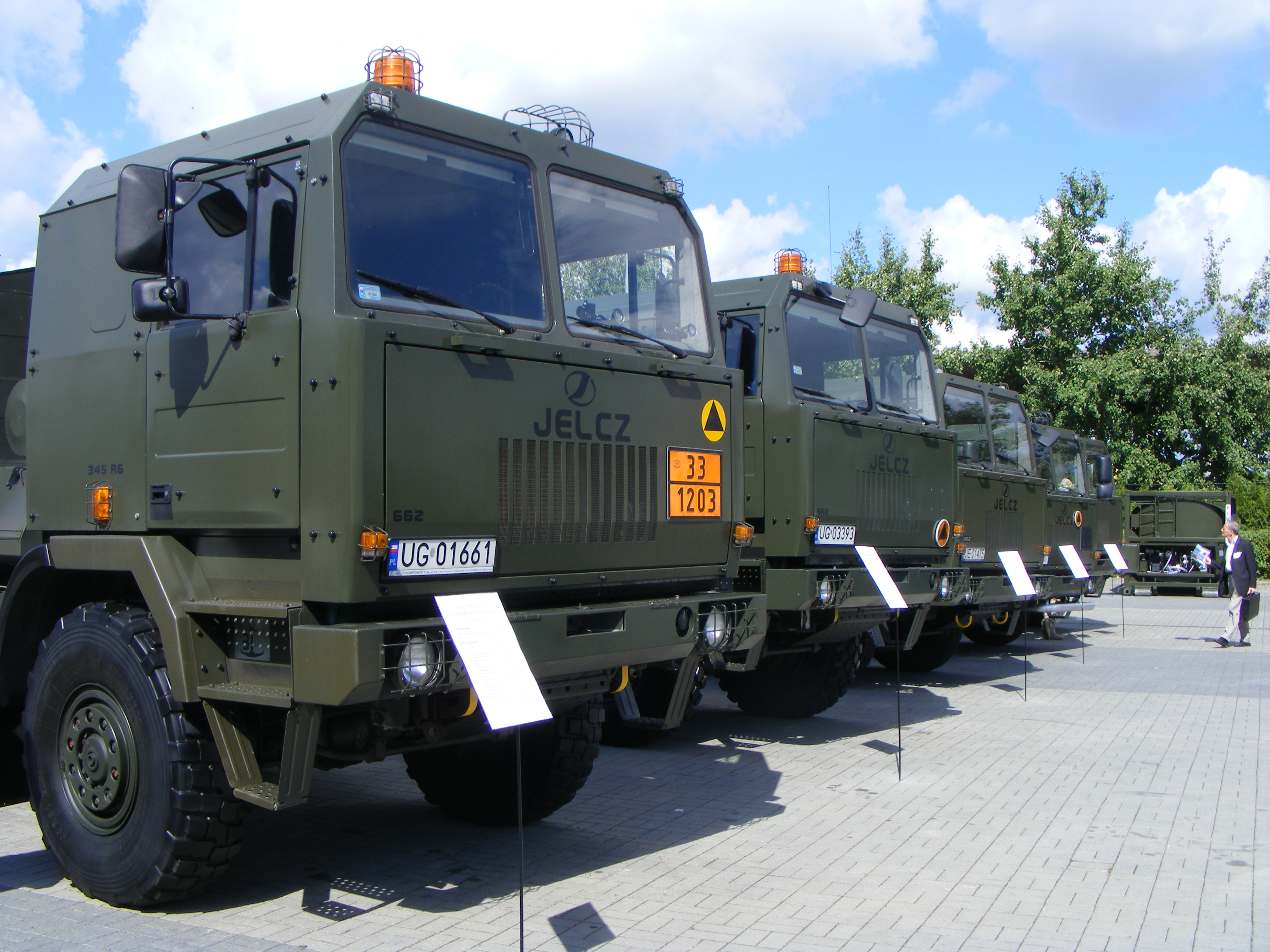
Jelcz P662D.34/35
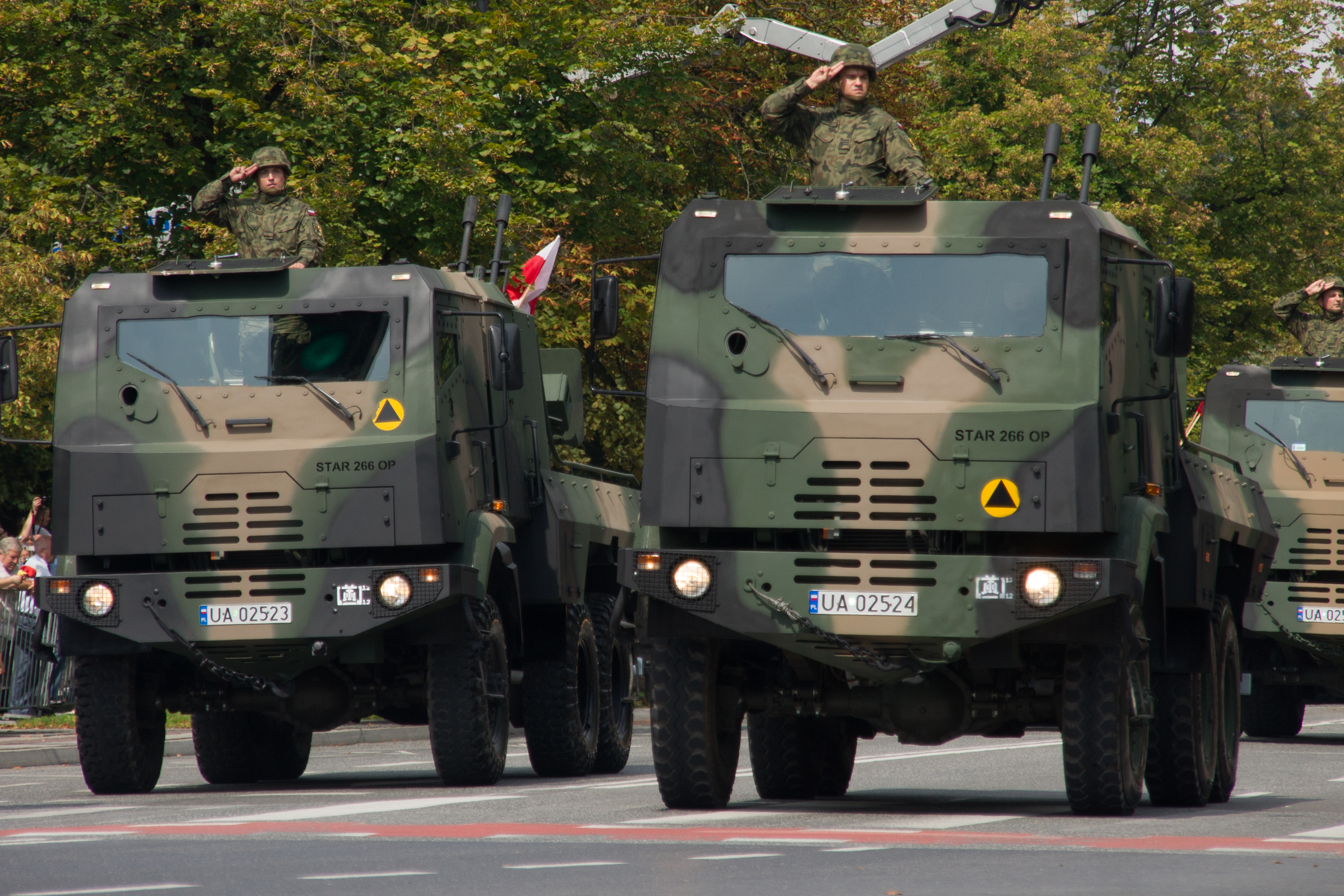
Star 226
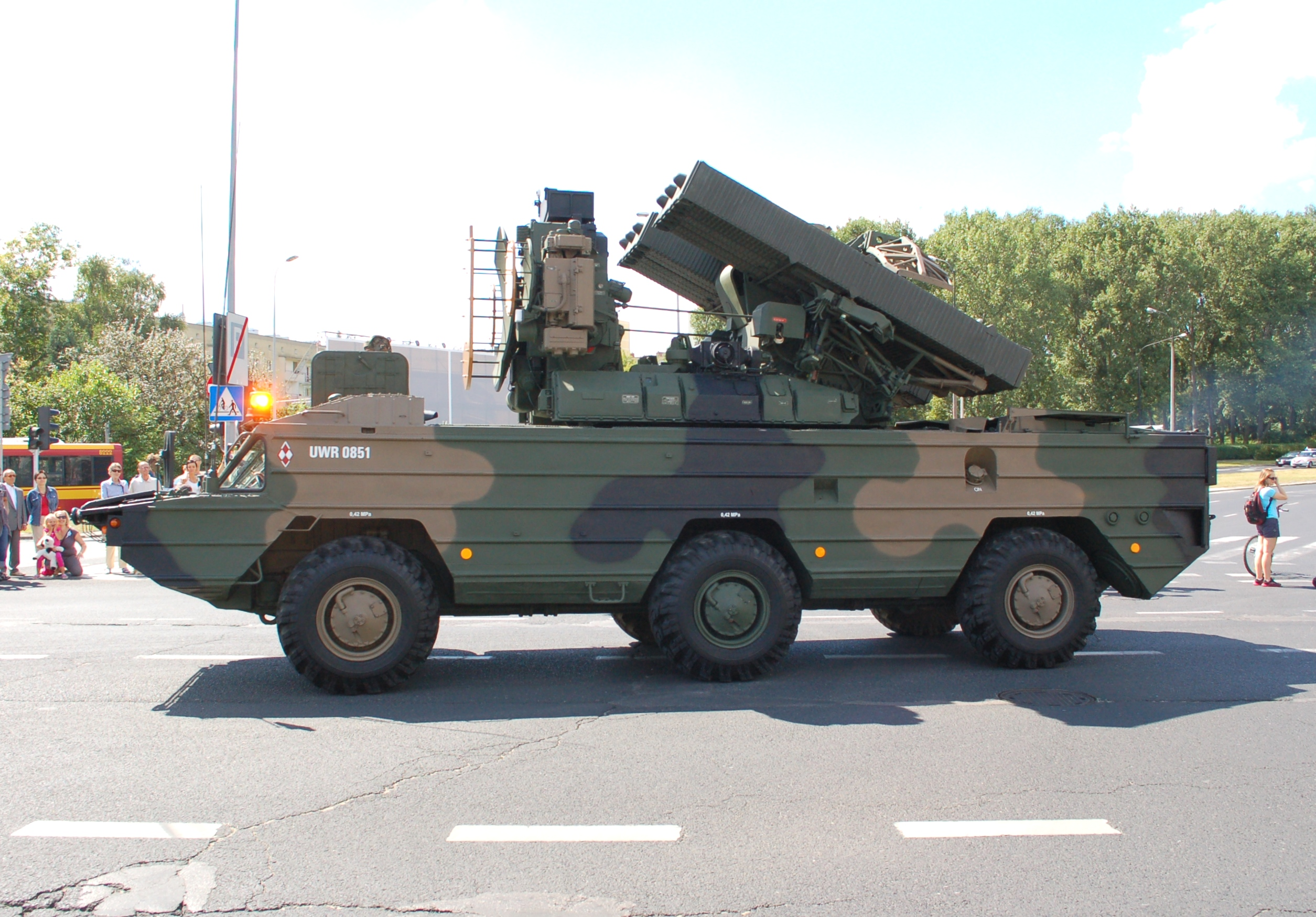
9K33 Osa
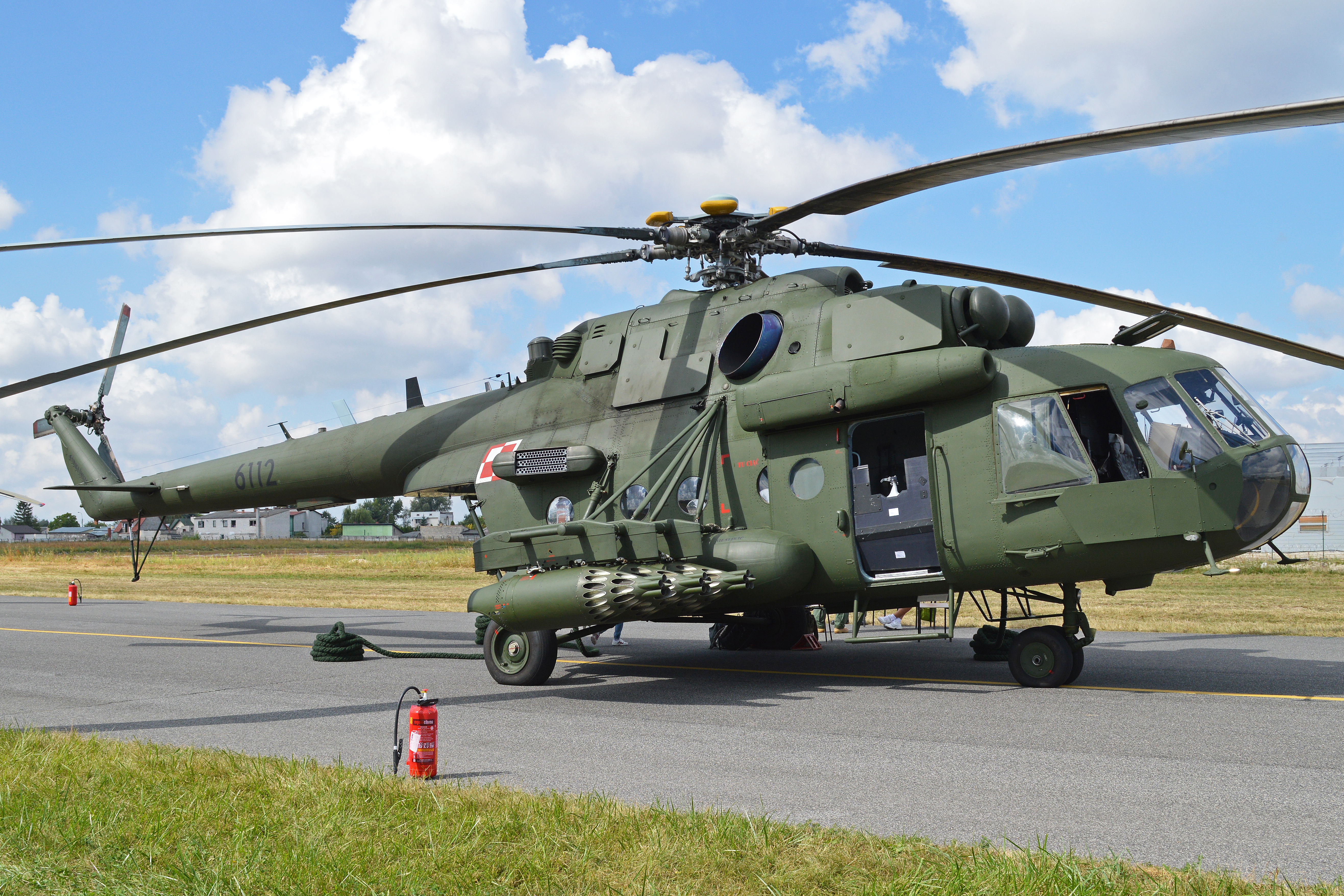
Mil Mi-17
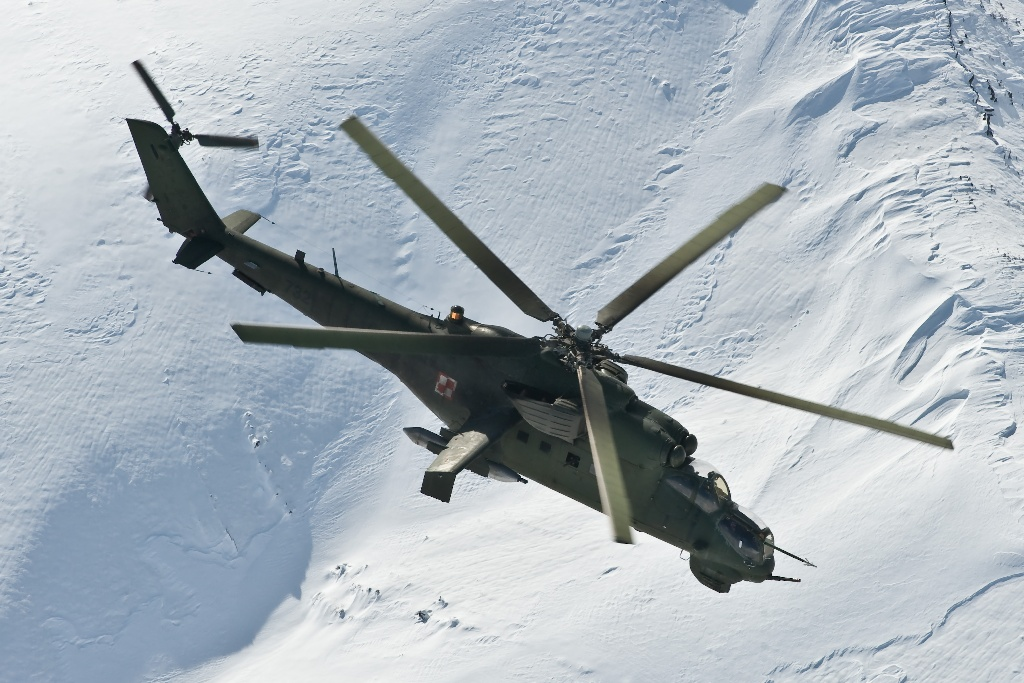
Mil Mi-24
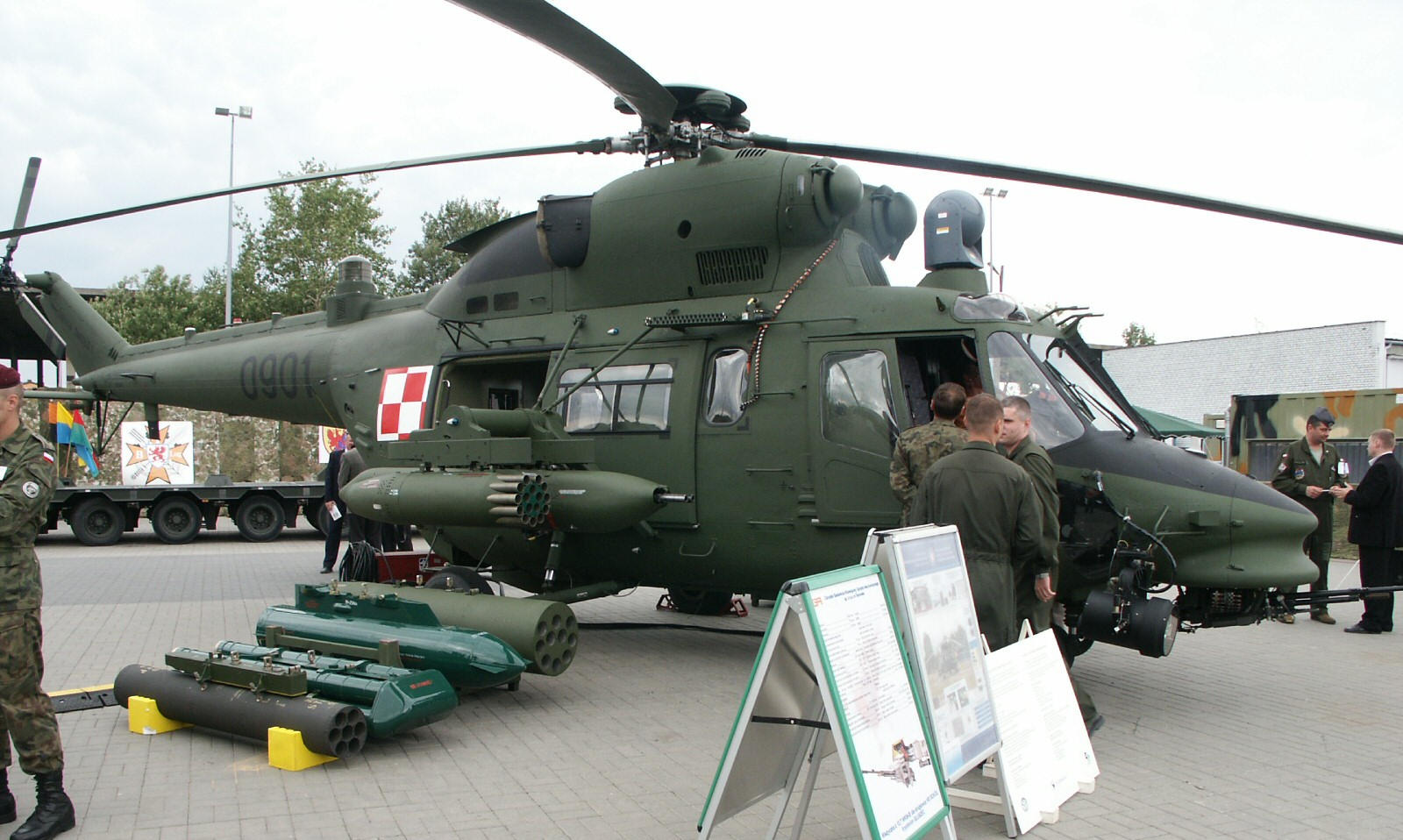
PZL W-3 Sokół

## Grades
Officiers
| Code OTAN                     | OF-9     | OF-8               | OF-7           | OF-6                         | OF-5      | OF-4               | OF-3  | OF-2    | OF-1                         | OF-1              |
| ----------------------------- | -------- | ------------------ | -------------- | ---------------------------- | --------- | ------------------ | ----- | ------- | ---------------------------- | ----------------- |
|                               |          |                    |                |                              |           |                    |       |         |                              |                   |
| Nom polonais                  | generał1 | generałbroni       | generałdywizji | generałbrygady               | pułkownik | podpułkownik       | major | kapitan | porucznik                    | podporucznik      |
| Abréviation                   | gen.     | gen.broni          | gen.dyw.       | gen.bryg.                    | płk       | ppłk               | mjr   | kpt.    | por.                         | ppor.             |
| équivalent U.S./U.K.          | Général  | Lieutenant General | Major General  | Brigadier General, Brigadier | Colonel   | Lieutenant Colonel | Major | Captain | First lieutenant, Lieutenant | Second lieutenant |
| 1 Jusqu'en 2004 Generał armii |          |                    |                |                              |           |                    |       |         |                              |                   |

Sous-officiers et soldats
| Code OTAN                    | OR-9                     | OR-9            | OR-8            | OR-7               | OR-6             | OR-5     | OR-4      | OR-4                     | OR-3                | OR-2              | OR-1        |
| ---------------------------- | ------------------------ | --------------- | --------------- | ------------------ | ---------------- | -------- | --------- | ------------------------ | ------------------- | ----------------- | ----------- |
|                              |                          |                 |                 |                    |                  |          |           |                          |                     |                   |             |
| Nom polonais                 | starszy chorąży sztabowy | starszy chorąży | chorąży         | młodszy chorąży    | starszy sierżant | sierżant | plutonowy | starszy kapral           | kapral              | starszy szeregowy | szeregowy   |
| Abréviation                  | st.chor.szt.             | st.chor.        | chor.           | mł.chor.           | st.sierż.        | sierż.   | plut.     | st.kpr.                  | kpr.                | st.szer.          | szer.       |
| équivalent U.S./Commonwealth | Command Sergeant Major   | Sergeant Major  | Master Sergeant | Sergeant 1st Class | Staff Sergeant   | Sergeant | Corporal  | SpecialistLance corporal | Private first class | Private E-1       | Private E-2 |

## Structure

Polish Land Forces Chart (click to enlarge)

### Formations
- 1re division d'infanterie de la Légion, mécanisée à Ciechanów (Mazovie) depuis 2023.
- 11e division de cavalerie blindée (en) (Żagań)
  - 10e brigade de cavalerie blindée (Świętoszów)
  - 34e brigade de cavalerie blindée (Żagań)
  - 17e brigade mécanisée (Międzyrzecz)
- 12e division mécanisée "Szczecin" (en) (Szczecin)
  - 2e brigade mécanisée de la Légion (Złocieniec-Budowo)
  - 7e brigade de défense côtière "Pomeranian" (en) (Słupsk)
  - 12e brigade mécanisée (Szczecin)
- 16e division mécanisée Pomeranian (Elbląg)
  - 15e brigade de cavalerie blindée (Braniewo)
  - 15th Brigade mécanisée Giżycka (Giżycko)
  - 20e brigade mécanisée Bartoszycka (Bartoszyce)
- 18e division mécanisée Żelazna (pl) (Siedlce)[51]
  - 1re brigade blindée héros de Westerplatte (Varsovie)
  - 21e brigade de Fusiliers de Podhale (Rzeszow)

Unités indépendantes
- 1re brigade d'aviation (en) (Inowrocław)
- 6e brigade aéroportée (en) (Cracovie)
- 18e régiment de reconnaissance (en) (Białystok)
- 25e brigade de cavalerie aérienne (en) (Tomaszów Mazowiecki)

### Services armés
- Armored & Mechanized Forces (Wojska Pancerne i Zmechanizowane)
- Missile & Artillery Forces (Wojska Rakietowe i Artyleria)
- Air Defense Forces (Wojska Obrony Przeciwlotniczej)
- Air-mobile (Airborne forces) Forces (Wojska Aeromobilne)
- Engineer Forces (Wojska Inżynieryjne)
- Reconnaissance & Early Warning (Rozpoznanie i Wczesne Ostrzeganie)
- Signals & Information Technology Forces (Wojska Łączności i Informatyki)
- Chemical Forces (Wojska Chemiczne)
- Logistics (Logistyka)